# Festival de la Canción de Eurovisión Junior 2010
El VIII Festival de Eurovisión Junior se celebró el sábado 20 de noviembre de 2010, en el Minsk Arena de Minsk, capital de Bielorrusia, luego de que la Belaruskaja Tele-Radio Campanija (BTRC) se adjudicara el derecho de albergar el certamen por delante de otras candidaturas como Malta y Rusia. Los presentadores en esta ocasión fueron Dennis Kourian, habitual presentador y comentarista del Festival de Eurovisión para la BTRC y Leila Ismailova, elegida mediante un casting abierto realizado por la cadena.
14 países participaron en el evento como representantes de las cadenas televisivas nacionales pertenecientes a la Unión Europea de Radiodifusión. Chipre y Rumanía declinaron participar del evento. Por otra parte, Letonia y Lituania regresaron tras sus respectivos paréntesis en 2006 y 2008. Moldavia fue el único país debutante en esta edición. Cada país valoró sus diez canciones favoritas con sets de 1 a 8, 10 y 12 puntos. Los telespectadores pudieron votar por sus canciones favoritas a través de llamadas telefónicas o sms y la suma de estos votos representó un 50% de la votación de cada país, mientras el 50% restante correspondió a un jurado profesional de cada país. Todos los países participantes recibieron 12 puntos antes del inicio de las votaciones.
La canción Mama, interpretada por Vladimir Arzumanyan en representación de Armenia, ganó el concurso con un total de 120 puntos, siendo la primera victoria que obtiene este país en un evento de la familia Eurovisión. La segunda posición (a sólo un punto de la canción vencedora) la obtuvo el dúo ruso compuesto por Liza Drozd y Sasha Lazin con el tema Boy & Girl. El tercer lugar quedó en manos de la cantante serbia Sonja Škorić con el tema Čarobna noć, igualando su mejor participación desde 2007 con Nevena Božović.

## Países participantes
De los 16 fundadores, en esta edición participan siete de ellos: Bélgica, Bielorrusia, Letonia, Macedonia, Malta, Países Bajos y Suecia.
Reino Unido había planeado en regresar a la competición, pero finalmente decidió no hacerlo.
A diferencia de la edición de 2009, las televisiones de Chipre y Rumanía decidieron no participar en el certamen.
El 4 de mayo de 2010, la cadena chipriota Cyprus Broadcasting Corporation informó a través de su página web que el país se retiraría de la competencia. En tanto, la TVR rumana informó que se retiraría del certamen debido a severos recortes económicos. Si bien, la televisión de ese país inicialmente participaría en el certamen, el nuevo directorio de la cadena decidió abstenerse de hacerlo luego de no contar con los fondos suficientes para llevar a cabo una candidatura o preselección nacional.
Finalmente, el 28 de julio, la Unión Europea de Radiodifusión publicó la lista oficial de los países participantes en el Festival de Eurovisión Junior 2010. Fueron 14 participantes, incluyendo a un debutante (Moldavia) y dos regresos (Lituania y Letonia). La representación sueca corrió por parte de la SVT, luego de que TV4 desistiera de participar en el concurso debido a necesidades programáticas. El coordinador de la UER para el evento, Svante Stockselius, comentó que el regreso de Sveriges Television al certamen fue un gran logro en términos de negociaciones con posibles participantes y expresó su deseo de que en el futuro otras televisiones escandinavas pudiesen retornar al festival.

### Canciones y selección
14 países participaron en esta edición del Festival de Eurovisión Junior. Sólo un país, Moldavia, debutó en el certamen, mientras que Lituania y Letonia regresaron a la competición. Esta fue la lista oficial de los países participantes emitida por la UER:
| País y TV         | Título original de la canción | Artista                  | Proceso y fecha de selección                          |
| País y TV         | Traducción al español         | Idiomas                  | Proceso y fecha de selección                          |
| ----------------- | ----------------------------- | ------------------------ | ----------------------------------------------------- |
| Armenia AMPTV     | "Mama"                        | Vladimir Arzumanyan      | Final nacional, 5 de septiembre de 2010               |
| Armenia AMPTV     | Mamá                          | Armenio                  | Final nacional, 5 de septiembre de 2010               |
| Bélgica VRT       | "Get Up!"                     | Jill & Lauren            | Junior Eurosong, 1 de octubre de 2010                 |
| Bélgica VRT       | ¡Levántate!                   | Neerlandés e inglés      | Junior Eurosong, 1 de octubre de 2010                 |
| Bielorrusia BTRC  | "Muzyki svet"                 | Daniil Kozlov            | Pesnja dlja Evrovidenija, 10 de septiembre de 2010    |
| Bielorrusia BTRC  | La luz de la música           | Ruso                     | Pesnja dlja Evrovidenija, 10 de septiembre de 2010    |
| Georgia GPB       | "Mari Dari"                   | Mariam Kakhelishvili     | Final nacional, 12 de septiembre de 2010              |
| Georgia GPB       | -                             | Imaginario               | Final nacional, 12 de septiembre de 2010              |
| Letonia LTV       | "Viva la Dance"               | Sarlote & Sea Stones     | Elección interna, 8 de octubre de 2010                |
| Letonia LTV       | Viva la danza                 | Letón e inglés           | Elección interna, 8 de octubre de 2010                |
| Lituania LRT      | "Oki Doki"                    | Bartas                   | Vaiku Eurovizija, 26 de septiembre de 2010            |
| Lituania LRT      | Oh muelle                     | Lituano                  | Vaiku Eurovizija, 26 de septiembre de 2010            |
| Macedonia MKRTV   | "Eooo, Eooo"                  | Anja Veterova            | Dečja pesna Eurovizije, 25 de septiembre de 2010      |
| Macedonia MKRTV   | -                             | Macedonio                | Dečja pesna Eurovizije, 25 de septiembre de 2010      |
| Malta PBS         | "Knock Knock!…Boom! Boom!"    | Nicole Azzopardi         | Junior Eurosong, 4 de septiembre de 2010              |
| Malta PBS         | ¡Toc, Toc! ¡Boom! ¡Boom!      | Inglés y maltés          | Junior Eurosong, 4 de septiembre de 2010              |
| Moldavia TRM      | "Ali Baba"                    | Stefan Roscovan          | Final nacional, 25 de septiembre de 2010              |
| Moldavia TRM      | Alí Babá                      | Rumano e inglés          | Final nacional, 25 de septiembre de 2010              |
| Países Bajos AVRO | "My Family"                   | Anna & Senna             | Junior Songfestival, 3 de octubre de 2010             |
| Países Bajos AVRO | Mi familia                    | Neerlandés e inglés      | Junior Songfestival, 3 de octubre de 2010             |
| Rusia RTR         | "Boy and Girl"                | Liza Drozd & Sasha Lazin | Final nacional, 30 de mayo de 2010                    |
| Rusia RTR         | Chico y chica                 | Ruso e inglés            | Final nacional, 30 de mayo de 2010                    |
| Serbia RTS        | "Čarobna noć"                 | Sonja Škorić             | Dečja Pesma Evrovizije 2010, 26 de septiembre de 2010 |
| Serbia RTS        | Noche mágica                  | Serbio                   | Dečja Pesma Evrovizije 2010, 26 de septiembre de 2010 |
| Suecia SVT        | "Allt jag vill ha"            | Josefine Ridell          | Elección interna, 1 de octubre de 2010                |
| Suecia SVT        | Todo lo que quiero            | Sueco                    | Elección interna, 1 de octubre de 2010                |
| Ucrania NTU       | "Miy litak"                   | Yulia Gurskaya           | Final nacional, 1 de agosto de 2010                   |
| Ucrania NTU       | Mi avión                      | Ucraniano                | Final nacional, 1 de agosto de 2010                   |

Según las reglas del concurso, las canciones participantes sólo pueden ser interpretadas en los idiomas oficiales de los respectivos países, aunque pueden utilizarse algunas frases en otro idioma, generalmente el inglés. Sin embargo, esta regla podría sufrir modificaciones a futuro, debido al repetido uso de frases en dicho idioma utilizado en los temas presentados por Moldavia, Bélgica y los Países Bajos.

### Países Retirados
- Chipre: Decidió retirarse, debido a los problemas económicos.
- Rumania: Decidió retirarse, debido a su mal resultado en la edición anterior y por problemas financieros.

## Resultados
| N.º | País            | Intérprete(s)            | Canción                  | Lugar | Puntos |
| --- | --------------- | ------------------------ | ------------------------ | ----- | ------ |
| 01  | Lituania        | Bartas                   | Oki Doki                 | 6     | 67     |
| 02  | Moldavia        | Stefan Roscovan          | Ali Baba                 | 8     | 54     |
| 03  | Países Bajos    | Anna & Senna             | My Family                | 9     | 52     |
| 04  | Serbia          | Sonja Škorić             | Čarobna noć              | 3     | 113    |
| 05  | Ucrania         | Yulia Gurska             | Miy litak                | 14    | 28     |
| 06  | Suecia          | Josefine Ridell          | Allt jag vil ha          | 11    | 48     |
| 07  | Rusia           | Liza Drozd & Sasha Lazin | Boy and Girl             | 2     | 119    |
| 08  | Letonia         | Sarlote & Sea Stones     | Viva la Dance            | 10    | 51     |
| 09  | Bélgica         | Jill & Lauren            | Get Up!                  | 7     | 61     |
| 10  | Armenia         | Vladimir Arzumanyan      | Mama                     | 1     | 120    |
| 11  | Malta           | Nicole Azzopardi         | Knock Knock!…Boom! Boom! | 13    | 35     |
| 12  | Bielorrusia     | Daniil Kozlov            | Muzyki svet              | 5     | 85     |
| 13  | Georgia         | Mariam Kakhelishvili     | Mari Dari                | 4     | 109    |
| 14  | Macedonia (ARY) | Anja Veterova            | Eooo, Eooo               | 12    | 38     |

### Portavoces
| - Armenia - Nadia Sargsyan - Bélgica - Laura Omloop (Representante de Bélgica en la edición anterior) - Bielorrusia - Anastasiya Butyugina - Georgia - Giorgi Toradze - Lituania - Bernadras Garbaciauskas - Letonia - Ralfs Eilands - Macedonia (A.R.Y) - Sara Markoska (Representante de Macedonia en la edición anterior) - Malta - Francesca Zarb (Representante de Malta en la edición anterior junto con Mikaela y portavoz de Malta en 2008) | - Moldavia - Paula Paraschiv - Países Bajos - Bram Bos - Rusia - Philip Mazurov (Portavoz de Rusia en la edición anterior) - Serbia - Maja Mazic (Representante de Serbia en 2008) - Suecia - Robin Ridell - Ucrania - Elizabeth Arfush |  |

## Tabla de puntuaciones
| ......Participante.....                                                | Pts. | Bandera de Lituania | Bandera de Moldavia | Bandera de los Países Bajos | Bandera de Serbia | Bandera de Ucrania | Bandera de Suecia | Bandera de Rusia | Bandera de Letonia | Bandera de Bélgica | Bandera de Armenia | Bandera de Malta | Bandera de Bielorrusia | Bandera de Georgia | Bandera de Macedonia del Norte |
| ---------------------------------------------------------------------- | ---- | ------------------- | ------------------- | --------------------------- | ----------------- | ------------------ | ----------------- | ---------------- | ------------------ | ------------------ | ------------------ | ---------------- | ---------------------- | ------------------ | ------------------------------ |
| Lituania                                                               | 67   |                     | 2                   | 2                           | 4                 | 4                  | 4                 | 6                | 6                  | 5                  | 4                  | 0                | 6                      | 10                 | 2                              |
| Moldavia                                                               | 54   | 1                   |                     | 0                           | 1                 | 0                  | 2                 | 5                | 2                  | 6                  | 7                  | 10               | 2                      | 6                  | 0                              |
| Países Bajos                                                           | 52   | 2                   | 0                   |                             | 7                 | 1                  | 3                 | 0                | 3                  | 10                 | 5                  | 0                | 1                      | 8                  | 0                              |
| Serbia                                                                 | 113  | 6                   | 12                  | 10                          |                   | 7                  | 8                 | 7                | 10                 | 7                  | 3                  | 8                | 10                     | 1                  | 12                             |
| Ucrania                                                                | 28   | 0                   | 0                   | 0                           | 0                 |                    | 0                 | 4                | 0                  | 0                  | 1                  | 2                | 0                      | 4                  | 5                              |
| Suecia                                                                 | 48   | 3                   | 0                   | 4                           | 2                 | 3                  |                   | 2                | 4                  | 8                  | 2                  | 1                | 4                      | 0                  | 3                              |
| Rusia                                                                  | 119  | 10                  | 7                   | 8                           | 8                 | 8                  | 10                |                  | 8                  | 4                  | 12                 | 12               | 12                     | 7                  | 1                              |
| Letonia                                                                | 51   | 8                   | 8                   | 6                           | 0                 | 5                  | 1                 | 0                |                    | 1                  | 0                  | 5                | 0                      | 5                  | 0                              |
| Bélgica                                                                | 61   | 5                   | 3                   | 12                          | 5                 | 0                  | 6                 | 1                | 0                  |                    | 0                  | 4                | 3                      | 2                  | 8                              |
| Armenia                                                                | 120  | 7                   | 10                  | 5                           | 6                 | 12                 | 12                | 12               | 5                  | 12                 |                    | 6                | 8                      | 3                  | 10                             |
| Malta                                                                  | 35   | 0                   | 4                   | 1                           | 3                 | 0                  | 0                 | 0                | 0                  | 0                  | 6                  |                  | 5                      | 0                  | 4                              |
| Bielorrusia                                                            | 85   | 4                   | 6                   | 3                           | 0                 | 6                  | 0                 | 10               | 12                 | 0                  | 10                 | 3                |                        | 12                 | 7                              |
| Georgia                                                                | 109  | 12                  | 5                   | 7                           | 10                | 10                 | 7                 | 8                | 7                  | 3                  | 8                  | 7                | 7                      |                    | 6                              |
| Macedonia (ARY)                                                        | 38   | 0                   | 1                   | 0                           | 12                | 2                  | 5                 | 3                | 1                  | 2                  | 0                  | 0                | 0                      | 0                  |                                |
| Todos los participantes reciben 12 puntos al inicio de las votaciones. |      |                     |                     |                             |                   |                    |                   |                  |                    |                    |                    |                  |                        |                    |                                |

### Máximas puntuaciones
Tras la votación los países que recibieron 12 puntos (máxima puntuación que podía otorgar jurado y televoto) fueron:
| N.º | A               | De                              |
| --- | --------------- | ------------------------------- |
| 4   | Armenia         | Ucrania, Suecia, Rusia, Bélgica |
| 3   | Rusia           | Armenia, Malta, Bielorrusia     |
| 2   | Bielorrusia     | Letonia, Georgia                |
| 2   | Serbia          | Moldavia, Macedonia (ARY)       |
| 1   | Macedonia (ARY) | Serbia                          |
| 1   | Bélgica         | Países Bajos                    |
| 1   | Georgia         | Lituania                        |

## Curiosidades
- Es la primera vez que Ucrania queda en la última posición.